# Johann Casimir Häffelin

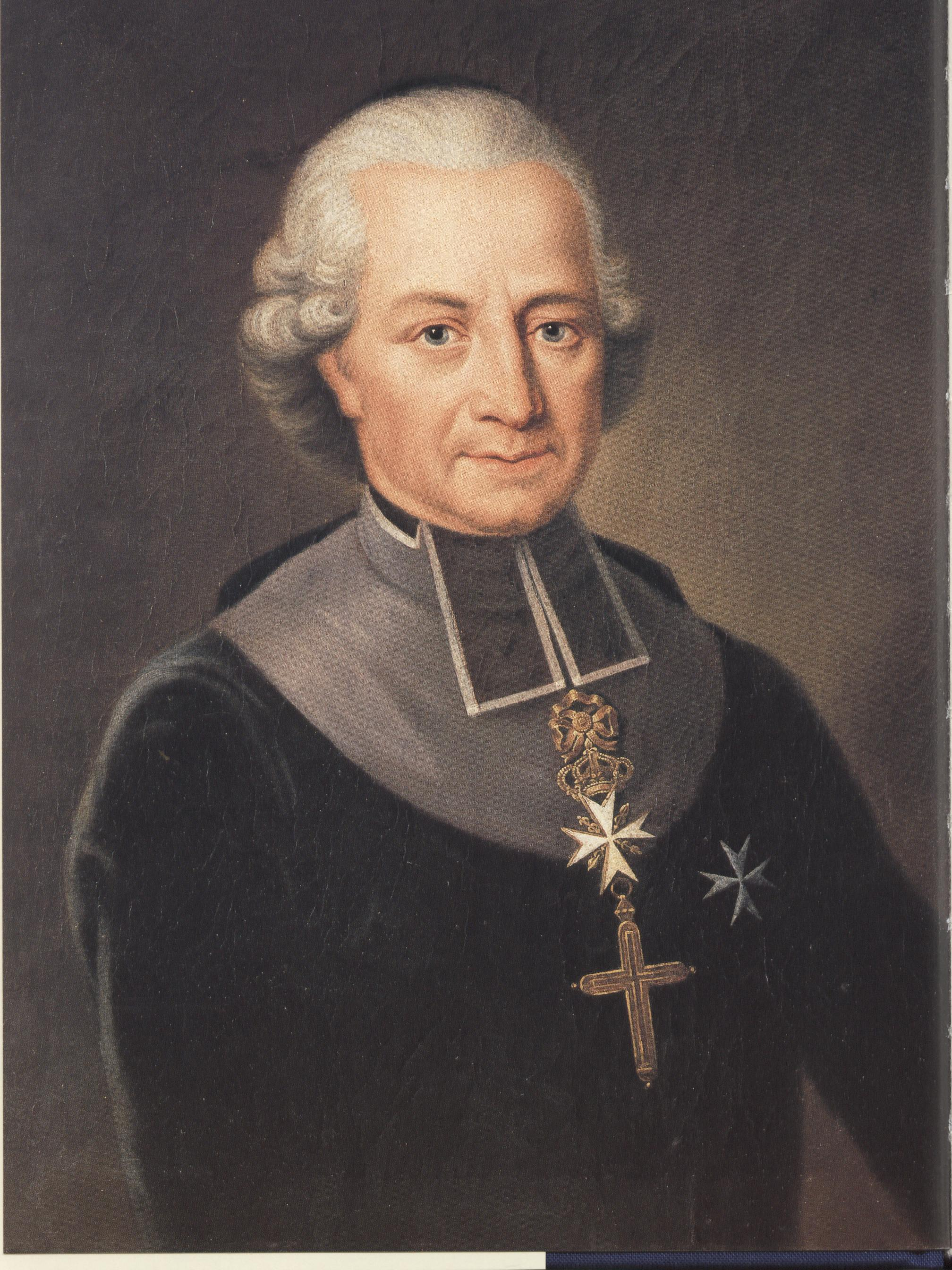
Kardinal von Häffelin, zeitgenössisches Ölgemälde

Johann Casimir von Häffelin (* 3. Januar 1737 in Minfeld; † 27. August 1827 in Rom) war ein Priester der Diözese Speyer, Kardinal und wichtiger Diplomat zur Zeit von König Max I. Joseph; als bayerischer Gesandter in Rom brachte er 1817 das Konkordat zwischen dem Königreich Bayern und der katholischen Kirche unter Papst Pius VII. zum Abschluss.

## Leben

### Herkunft und Werdegang
Johann Casimir Häffelin wurde am 3. Januar 1737 als Sohn des herzoglich pfalz-zweibrückischen Amtsschreibers Georg Daniel Häffelin und seiner Ehefrau Anna Elisabeth geb. Schönlaub, im Schlossgut des südpfälzischen Minfeld geboren und am 13. Januar getauft. Er war der mittlere von insgesamt 3 Söhnen der Eltern; sein älterer Bruder Laurentius Joseph war 1735, der Jüngere, Georg Daniel, 1738 geboren. In seiner Neueren Geschichte der Bischöfe von Speyer schreibt der Historiker Franz Xaver Remling: „Schon früh wurde der talentvolle Knabe Casimir zum Studium bestimmt.“ Über die ersten Stationen des Unterrichtes ist nichts Sicheres bekannt, vermutlich ging er zunächst in die Dorfschule von Minfeld und die Lateinschule im nahen pfalz-zweibrückischen Bergzabern. Eindeutig belegt ist sein Aufenthalt an der von Jesuiten geführten Lehranstalt Pont-à-Mousson. Hier studierte er Theologie und erlernte sowohl Latein als auch Französisch. Beide Sprachen beherrschte er vorzüglich, was seiner diplomatisch-kirchlichen Tätigkeit sehr zugutekam. Von Pont-à-Mousson wechselte der junge Pfälzer 1762 nach Heidelberg, wo er am 31. August des Jahres an der Universität immatrikuliert wurde. Dort graduierte er 1765 zum „Baccalaureus Biblicus“ und promovierte erst 1781 in Theologie an der Universität Ingolstadt.

### Priester, Historiker und Prälat
Schon am 24. September 1763 hatte der Theologe Häffelin zu Speyer, in der Stiftskirche St. German und Mauritius, von Weihbischof Johann Adam Buckel die Priesterweihe erhalten. Noch im gleichen Jahr stellte Kurfürst Karl Theodor den jungen Geistlichen als pfälzischen Hofkaplan in Mannheim an. Was den Herrscher bewog, Häffelin an den Mannheimer Hof zu berufen, ist nicht mehr bekannt. Für den Priester begann damit ein lebenslanges Wirken für das Haus Wittelsbach.
Kurfürst Karl Theodor war wissenschaftlich, künstlerisch und historisch sehr interessiert. Durch ihn wurde 1758 in Mannheim die Kunstakademie unter Peter Anton von Verschaffelt ins Leben gerufen, am 15. Oktober 1763 gründete der Fürst dort auch seine „Kurpfälzische Akademie der Wissenschaften“ (Academia Theodoro Palatina), die es sich zum erklärten Ziel gesetzt hatte, die Pfälzer Historie zu erforschen und „die Pfalz zum Vaterland der Wissenschaften“ zu machen. 1767 ernannte Karl Theodor den Hofkaplan Häffelin zum außerordentlichen, ein Jahr später zum ordentlichen Mitglied der Wissenschaftsakademie.
Sofort erhielt er einen Spezialauftrag. Man schickte ihn 1767 nach Rom, um die Bestände der ehemaligen Bibliotheca Palatina aus Heidelberg aufzuspüren, die Kurfürst Maximilian I. im Dreißigjährigen Krieg erbeutet und dem Papst zum Geschenk gemacht hatte. In ihren Beständen – die in der riesigen Vatikanischen Bibliothek nur einen kleinen Bruchteil ausmachten – schlummerten immens wichtige Dokumente zur Pfälzischen Geschichte, seit Jahrhunderten von niemand mehr gesichtet. Häffelin sollte diese Bestände finden und auswerten. Er wurde in Rom fündig und hatte als Priester im Vatikan problemlosen Zugang zu den Büchern. Schon kurz nach der Rückkehr fuhr er wieder nach Rom, nun in Begleitung des kurfürstlichen Hofbibliothekars Abbé Nicolas Maillot de la Treille, von Peter Anton von Verschaffelt, Theodor von Hacke, Nicolas de Pigage, sowie Franz Joseph und Wilhelm Anton Weiler, die ihn bei der Arbeit unterstützen sollten. Darüber berichtet der Zweibrücker Hofmaler Johann Christian von Mannlich, der schon längere Zeit in Rom weilte und sich vorübergehend den Landsleuten angeschlossen hatte, in seinen „Lebenserinnerungen“:

„Einige Tage widmeten wir der berühmten Vatikana wo wir die Heidelberger Bibliothek besonders aufmerksam betrachteten. Während Abbé Maillot und Häffelin in den alten Handschriften blätterten, besahen wir uns die etruskischen Vasen und ein Grab mit der Asche eines Römers.“

Häffelin besuchte zusammen mit seinem Mitbruder Maillot de la Traille auch Herculaneum und Pompeji, bevor sie im Oktober 1768 wieder nach Mannheim zurückkehrten. Für Johann Casimir Häffelin stellte diese Italienreise einen bedeutenden Einschnitt in seinem Leben dar und blieb dauerhaft geistig prägend. In der Mannheimer Akademie der Wissenschaften hielt er Vorträge darüber und publizierte auch eine ganze Reihe diesbezüglicher Abhandlungen, die sich besonders mit künstlerischen und historischen Themen befassten.
Ausfluss aus dieser Italienreise ist wohl auch seine Berufung zum Pfälzischen Kabinettsantiquarius und zum Münzkabinettsdirektor, wo er im Auftrag Karl Theodors „systematisch alle Antiquitäten und andere Monumente, die durch die Unterthanen oder sonsten gefunden werden mögten“, sammeln, pflegen und katalogisieren sollte. Jene Aufgabe kam auch den persönlichen Neigungen des Priesters entgegen; Häffelin wurde dadurch zum heimatkundlichen und denkmalpflegerischen Pionier.
Mit gleichinteressierten Freunden gründete Häffelin 1775 auch die „Kurfürstliche Deutsche Gesellschaft“ zur Pflege deutscher Sprache und spezifisch deutschen Kulturgutes. In der Residenz Mannheim bemühten sich die Jesuiten schon länger um Theateraufführungen in deutscher Sprache, ebenso wirkte zeitweise Schiller dort. Neben Häffelins Bruder Johann Jakob wirkten in der „Deutschen Gesellschaft“ zu Mannheim u. a. auch Friedrich Schiller, Gotthold Ephraim Lessing, Friedrich Gottlieb Klopstock, Johann Georg von Stengel, der Pfälzer Malerdichter Friedrich Müller, die Autorin Sophie von La Roche, Wolfgang Heribert von Dalberg, Minister und ehrenamtlicher Intendant des Theaters, sowie der Priester Joseph Anton Sambuga, der später als Prinzenerzieher am bayerischen Hof großen Einfluss gewann.
Am 30. Dezember 1777 starb in München der letzte altbayerische Kurfürst Maximilian III. und sein Pfälzer Verwandter Kurfürst Karl Theodor trat vertragsgemäß die Erbfolge an. Regent, Regierung und Hof übersiedelten nach München, Mannheim sank zur Provinz herab. Schon 1778 berief der Kurfürst Casimir Häffelin dorthin, als Regierungsrat für kirchenpolitische Belange. Häffelin war dort auch maßgeblich an der 1781 erfolgten Gründung der Englisch-Bayerischen Zunge sowie des Bayerischen Großpriorates des Malteserordens beteiligt und wurde 1783 Generalvikar des Großpriorates sowie Komtur der Kommende Kaltenberg. 1782 wurde er Mitglied und 1805 Ehrenmitglied der Bayerischen Akademie der Wissenschaften. Papst Pius VI. ernannte Häffelin 1783 zum päpstlichen Hausprälaten, zeitgleich wurde er Vizepropst des Kollegiatstifts Zu unserer lieben Frau in München, dem auch die Hofpfarrei angeschlossen war.

### Bischof und Bayerischer Gesandter
Am 28. September 1787 wurde der Pfälzer von Pius VI. zum Titularbischof von Chersonesus in Creta bestimmt und am 11. November vom apostolischen Nuntius Giulio Cesare Zoglio in der Malteserkirche St. Michael zu München geweiht. Unter dem 1. Juni 1790 erfolgte durch Kurfürst Karl Theodor seine Erhebung in den Adelsstand, als „Reichsfreiherr“.
Johann Casimir Häffelin erhielt am 2. April 1799 die Ernennung zum kurfürstlichen Oberhofbibliothekar und übte dieses Amt bis 1803 aus. In jener Eigenschaft besorgte er für den Kurfürsten auch die Auflösung dessen Mannheimer Bibliothek und die Überführung der Bestände nach München. Zusammen mit seinem Assistenten Franz Ignaz von Streber betreute Häffelin zudem das kurfürstliche Münzkabinett am Münchner Hof.
Am 18. November 1803 trat die entscheidende Wende in Johann Casimir Häfelins Leben ein. Er avancierte zum Bayerischen Gesandten beim Heiligen Stuhl.
Neben seiner kirchlichen und politischen Tätigkeit, fungierte Häffelin in Italien auch als Sekundant des kunstsinnigen Kronprinzen Ludwig zum Aufspüren und Ankaufen von wertvollen Altertümern und Kunstgegenständen. Er wählte die Objekte mit großem Sachverstand aus und unterstützte den Prinzen nachhaltig gegenüber dem Vater und der Regierung in Bayern, die für solch kostspielige Dinge nur wenig Verständnis aufbrachten. Den Ankauf des weltberühmten Barberinischen Fauns, heute eine der großen Kunstattraktionen Münchens, empfahl er gegenüber dem Prinzen mit den weitblickenden Worten: „Das sind Erwerbungen, die einmal einfach preislos kostbar sein werden.“ (Brief Häffelins an Kronprinz Ludwig vom 10. November 1809)
Wegen Verschleppung des Papstes zwischen 1806 und 1814, war Häffelin seit 17. Juni 1810 auch außerordentlicher Bayerischer Gesandter und bevollmächtigter Minister beim König beider Sizilien (der die päpstlichen Interessen vertrat) mit Sitz in Neapel. Am 24. Oktober 1810 verließ der Pfälzer Rom und kehrte erst am 28. August 1815 wieder dorthin zurück.
Am 5. Juli 1817 gelang Johann Casimir von Häffelin nach zähen Verhandlungen mit der Kurie, der Abschluss des lange erstrebten Konkordates zwischen der katholischen Kirche und dem Königreich Bayern. Es wurde von Kardinal Ercole Consalvi im Auftrag von Papst Pius VII. und Johann Casimir von Häffelin als Vertreter des Königs Max I. Joseph von Bayern unterzeichnet. Consalvi und Häffelin hatten beide am Zustandekommen den entscheidenden Anteil.

### Kardinal
Nach Konkordatsabschluss erhob Papst Pius VII. den Pfälzer Bischof im Konsistorium vom 6. April 1818 zum Kardinalpriester zunächst mit der Titelkirche Santa Sabina, ab 1822 St. Anastasia. In dieser Eigenschaft nahm Häffelin am Konklave bei der Wahl Papst Leo XII. 1823 teil.
Bei seinen Diplomatenkollegen scheint der Pfälzer Prälat aufgrund seines freundlichen Wesens recht beliebt gewesen zu sein. Der zeitgenössische Preussische Gesandte beim Hl. Stuhl, der junge Barthold von Niebuhr schreibt über ihn: „Unter den Gesandten ist mir am wohlsten mit dem Baierischen, einem Greise von 85 Jahren, einem alten Geistlichen voller Herz und Freundlichkeit.“
Laut Rudolf Fendler, der 1980 eine sehr sorgfältig erarbeitete Häffelin-Biografie publizierte, rechneten es sich viele deutsche Rombesucher als besondere Ehre an, wenn sie von dem als Kunst- und Geschichtskenner geschätzten Prälaten empfangen wurden. Als sich im Sommer 1816 der Maler Ludwig Emil Grimm, der Bruder der berühmten Märchensammler, in Rom aufhielt, stellte er über den mit Häffelin befreundeten Maler Graf August von Seinsheim den Kontakt her und traf den Gesandten daraufhin. In seinen Lebenserinnerungen beschreibt Grimm später den Kardinal und seine römischen Lebensumstände sehr plastisch und detailliert:
Auch der Dichter August von Platen berichtet uns kaum ein Jahr vor dem Tod Häffelins, wie er diesen in Rom sah: „Vorgestern, am Tag Allerheiligen, habe ich den Papst in der Sixtinischen Kapelle gesehen, sogar mit der dreifachen Krone. Ein Kardinal laß die Messe, der bayerische Gesandte, Kardinal Häffelin, ist uralt und muß immer von zweien geführt werden…“ (Tagebücher August von Platen, 3. November 1826)
Clemens Brentano kommt in einem Brief an Josef Görres zu einem fast vernichtenden Urteil über den betagten Pfälzer. Allerdings muss man dabei beachten, dass für Brentano und Görres in erster Linie religiöse Aspekte zählten, auf welchem Gebiet Häffelin tatsächlich eher farblos war. Unberücksichtigt bleiben dabei seine kunsthistorischen und diplomatischen Qualitäten sowie seine allseits geachtete Persönlichkeit. Brentano schrieb: „… die bayerischen Sachen stehen sehr elend in Rom. Der Cardinal Häffelin ist 88 Jahre und eine Null dazu, macht 880 Jahre…“  (Josef von Görres, gesammelte Briefe, Band III, München 1874, S. 250)
Kardinal Häffelin starb am 27. August 1827 in der bayerischen Gesandtschaft in Rom. Bestattet wurde er in seiner Titelkirche, wo sich auch ein Grabstein mit Porträt befindet.
Johann Casimir Häffelin war neben Johannes von Geissel der einzige Pfälzer Kardinal im 19. Jahrhundert. Er wird im Nekrologium (Totenbuch) der Priester des Bistums Speyer geführt.